# Stanisław Bożek
Stanisław Bożek (ur. 20 stycznia 1946 w Różankach) – polski polityk, rolnik, związkowiec, poseł na Sejm X kadencji (1989–1991).

## Życiorys
Ukończył w 1965 Technikum Włókiennicze dla Pracujących w Gorzowie Wielkopolskim, pracował w okresie 1962–1971 w Zakładach Przemysłu Jedwabniczego „Silwana”, gdzie był mistrzem tkackim. W 1971 rozpoczął prowadzenie własnego gospodarstwa rolno-ogrodniczego w Kuźniku.
Od 1981 związany z Niezależnym Samorządnym Związkiem Zawodowym Rolników Indywidualnych „Solidarność”. Wchodził w skład Wojewódzkiego Komitetu Założycielskiego „S” RI, zorganizował struktury gminne na terenie województwa gorzowskiego. Był wiceprzewodniczącym Gminnego Zarządu w Międzyrzeczu i członkiem Ogólnopolskiego Komitetu Założycielskiego „S” RI. Po wprowadzeniu stanu wojennego internowano go na okres ponad dwóch miesięcy. Po zwolnieniu organizował pomoc żywnościową rolników dla rodzin osób internowanych i aresztowanych z obszaru województwa. Od 1982 był współpracownikiem Regionalnej Komisji Wykonawczej w Gorzowie Wielkopolskim, wprowadzał w obieg podziemne wydawnictwa w środowisku rolników oraz organizował Radio „Solidarność” w Międzyrzeczu. Działacz Duszpasterstwa Rolników i współpracownik Duszpasterstwa Ludzi Pracy w Gorzowie Wielkopolskim. Od 1985 organizował letni wypoczynek w okolicach Międzyrzecza dla rodzin działaczy opozycji z Wrocławia i Poznania.
W 1989 został wybrany na posła na Sejm X kadencji z okręgu gorzowskiego z poparciem Komitetu Obywatelskiego. Pracował w Komisji Ochrony Środowiska, Zasobów Naturalnych i Leśnictwa.
W kolejnych wyborach nie ubiegał się o reelekcję. W latach 90. należał do Zjednoczenia Chrześcijańsko-Narodowego i Stronnictwa Konserwatywno-Ludowego. Później wycofał się z polityki. Zaangażował w działalność charytatywną na rzecz lokalnej społeczności.

## Odznaczenia
W 2012 został odznaczony Krzyżem Kawalerskim Orderu Odrodzenia Polski. W 2025 otrzymał Krzyż Wolności i Solidarności.